# E.ON
E.ON SE è una società europea del settore delle energie rinnovabili con sede dal 2016 a Essen, in Germania, dopo essere stata fondata nel 2000 a Düsseldorf. Opera in Europa, in Russia e in Nord America, è presente anche in Brasile e Turchia dove gestisce dei business insieme ad altri partner. Serve circa 35 milioni di clienti. Con un ampio mix energetico dispone di circa 61 GW di capacità produttiva ed è una delle aziende leader nel campo delle energie rinnovabili.
Fino al 1º gennaio 2016, il suo business era diversificato. Dopo il 2016, con lo scorporo di Uniper, si concentra solamente sulle energie rinnovabili e sul nucleare, sulle reti di distribuzione e sulle soluzioni per i clienti. Il Gruppo è guidato dal Group Management con sede a Essen e si articola in global unit (per funzione) e in regional unit (per nazione). Prima della separazione invece cinque global unit gestivano i business di portafoglio di generazione di energia elettrica, fonti rinnovabili, trading, progetti di sviluppo tecnologico e soluzioni per gli impianti di generazione, ricerca e innovazione e esplorazione e produzione di petrolio e gas.
Nel 2018 ha riportato un fatturato pari a € 30,253 miliardi ed un utile pari a € 3,524 miliardi.

## Storia

### Gli inizi
E.ON è nata nel 2000 dalla fusione delle società energetiche VEBA e VIAG (Vereinigte Industrieunternehmungen AG, United Industrial Enterprises Corporation).  Nel gennaio 2002 acquisisce Powergen nel Regno Unito.  Nel 2003 E.ON entra nel mercato del gas attraverso l'acquisizione di Ruhrgas (in seguito: E.ON Ruhgas, presente in più di venti paesi europei).
Successivamente E.ON acquisisce anche Sydkraft in Svezia e OGK-4 in Russia.  Sydkraft e Powergen sono rinominati rispettivamente E.ON Sverige e E. ON UK.  Negli Stati Uniti E.ON eredita, tramite l'acquisizione di Powergen, a Louisville, nel Kentucky, Louisville Gas & Electric Energy, e la trasforma in E.ON US fino al 2010, quando E.ON US è venduta alla PPL con sede in Pennsylvania per $ 7,625 miliardi.  La vendita è chiusa il 1º novembre 2010, con E-ON US che diventa LG & E e KU Energy.
Nel 2006 E.ON tenta di acquisire Endesa ma la sua proposta è superata da un'offerta congiunta dell'italiana Enel con la società spagnola Acciona.  In seguito comunque E.ON rileva per circa 10 miliardi di euro attività che l'Enel ha dovuto cedere dopo l'acquisizione in base alle norme sulla concorrenza dell'UE.
Nel luglio 2009 la Commissione europea multa GDF Suez ed E.ON per 553 milioni di euro ciascuno in merito agli accordi sul gasdotto MEGAL. È stata la seconda più grande multa inflitta dalla Commissione europea e la prima nel settore energetico. Sempre nel 2009 E.ON e RWE costituiscono una joint venture paritetica, Horizon Nuclear Power, per sviluppare circa 6 000 MWe di nuova capacità nucleare nel Regno Unito entro il 2025 nei siti di Wylfa e Oldbury.  Tuttavia, nel marzo 2012, E.ON e RWE annunciano di ritirare il progetto a causa delle difficili condizioni finanziarie.
Nell'agosto 2011 la società annuncia una possibile perdita di 10 000 dei suoi 85.600 dipendenti a causa della decisione tedesca di chiudere tutte le centrali nucleari del paese entro il 2022, anziché entro il 2036 come deciso dal Bundestag il 28 ottobre 2010. Di conseguenza E.ON sviluppa un programma di miglioramento per riorganizzare la società che compie progressi nell'attuazione della sua strategia e aumenta le sue attività nei mercati in crescita al di fuori dell'Europa.  Il prossimo passo è entrare nel mercato brasiliano.

### Dallo scorporo nasce Uniper
Nel novembre 2014 E.ON annuncia di astenersi dall'energia fossile in futuro.  Il 1º gennaio 2016 E.ON trasferisce la sede sociale a Essen e realizza la separazione operativa con la successiva scissione approvata a giugno dall'assemblea dei soci. Il successivo 12 settembre la casa madre separa le proprie attività da quelle che sono state trasferite a Uniper, che con il 53,35% del capitale sociale (ai soci di E.ON è assegnata un'azione della nuova società ogni 10 possedute) è contestualmente quotata alla Borsa di Francoforte.
Dal 2016 E.On si concentra quindi solamente sulle energie rinnovabili e sul nucleare, sulle reti di distribuzione e sulle soluzioni per i clienti. Uniper, invece, con la sede trasferita a Düsseldorf, opera in modo indipendente nell'ambito della generazione di energia da fonte convenzionale (idroelettrico, gas naturale, carbone) e del trading globale di energia. Il fatturato, che nel 2015 era di 116 miliardi di euro con oltre 56 000 dipendenti, scende nel 2017 a 37,9 miliardi con più di 42 000 dipendenti. Nel 2017 E.On vende poi la sua quota residua in Uniper alla società elettrica finlandese Fortum.
Nel marzo 2018 l'annuncio: E.ON acquisirà l'impresa di servizi energetici rinnovabili Innogy dal suo azionista di controllo RWE. L'accordo porterà E.ON a diventare una società di vendita al dettaglio e distribuzione.  Questo risultato è ottenuto tramite un complesso accordo di asset swap da 43 miliardi di euro tra E.ON, Innogy e RWE, dove E.ON rileva la divisione di distribuzione di Innogy mentre RWE rileva sia il portafoglio di generazione di energia rinnovabile di Innogy sia la generazione di energia residua di E.ON. Inoltre RWE assumerà una quota del 16,7% in E.ON e E.ON riceverà un pagamento in contanti di 1,5 miliardi di euro. Il takeover di Innogy da parte di E.ON viene perfezionato nel settembre 2019, con l'acquisizione da parte di E.ON del 76,8% delle azioni Innogy precedentemente detenute da RWE, portando la multinazionale tedesca dell'energia al 90% del capitale della società, di cui rileverà anche il residuo delle quote non ancora in suo possesso diventandone azionista unico; contestualmente, E.ON trasferisce a RWE sia il suo business dell'energia rinnovabile che quello gestito da Innogy. Inoltre E.ON, per soddisfare i requisiti richiesti dalla Commissione Europea per l'autorizzazione dell'operazione, cederà le sue attività di fornitura di energia elettrica in Ungheria e quelle di Innogy in Repubblica Ceca, una parte della sua clientela nel mercato di fornitura dell'energia per riscaldamento in Germania, e, sempre in territorio tedesco, 34 stazioni di ricarica di energia per automezzi elettrici.
Nell'estate del 2018 la società esce dall'indice Euro Stoxx 50, un paniere che raccoglie i primi cinquanta titoli.

## Produzione energetica
Nel 2013 E.ON ha una capacità produttiva complessiva pari a 61 GW e su un portafoglio di generazione estremamente diversiﬁcati sia in termini geograﬁci che in termini di tecnologia. Il Gruppo, infatti, detiene impianti produttivi in Germania, Regno Unito, Svezia, Russia, Stati Uniti, Italia, Spagna, Francia e nei paesi del Benelux; mentre il mix energetico è molto bilanciato e rappresentato da tutte le fonti.
Nell'ambito delle rinnovabili, il Gruppo possiede un ampio portafoglio di impianti eolici (onshore e offshore), solari (fotovoltaica e termica a concentrazione) e a biomasse. In particolare nell'eolico offshore E.ON è il terzo operatore al mondo. Nello specifico E.ON ha partecipato al consolidamento del parco eolico offshore più grande al mondo, di London Array, con altri partner. Entrato in funzione nel mese di aprile 2013, il parco eolico offshore ha una capacità pari a 630 MW e produrrà una quantità annua di energia pulita pari al fabbisogno di circa mezzo milione di abitazioni nel Regno Unito.

### Mobilità elettrica
E.ON è particolarmente impegnata verso la promozione dello sviluppo della mobilità elettrica; attraverso il suo marchio E.ON Drive ha già installato in Europa oltre 4 000 colonne di ricarica (tutte alimentate con energia prodotta da fonti rinnovabili) ed effettuato più di un milione di ricariche. E.ON ha inoltre intrapreso un progetto per creare una rete autostradale per la ricarica elettrica ultraveloce che attraversi 7 paesi europei, dalla Norvegia all'Italia, dove è presente con le sue attività; la prima di queste stazioni è stata inaugurata nell'autostrada tra Würzburg e Norimberga. Il progetto, cofinanziato dalla UE, prevede nella prima fase l'installazione di 180 colonnine.

## E.ON in Italia
Con una capacità installata di circa 6 GW da fonti tradizionali e da rinnovabili, e circa 800 000 clienti complessivi tra energia elettrica e gas, E.ON è oggi uno dei principali operatori energetici in Italia nella generazione e nella vendita di energia elettrica e nella vendita di gas.

### La storia di E.ON in Italia
E.ON è presente in Italia dal 2000. Inizialmente attivo nella vendita di energia a grandi clienti industriali, negli anni successivi il Gruppo consolida il business avviando l'attività di distribuzione e vendita di gas, estendendo la vendita di energia elettrica anche ai clienti residenziali. Nel 2008 E.ON fa il suo ingresso nella generazione con l'acquisizione dell'80% di Endesa Italia, diventando uno dei principali player del mercato dell'energia. Nel settembre del 2008 E.ON avvia la centrale a ciclo combinato di Livorno Ferraris, da 805 MW, la prima realizzata dalla società in Italia, cui fa seguito, nel 2010 la Centrale da 814 MW a ciclo combinato di ultima generazione, a Scandale in Calabria. Sempre nel 2010 viene completata la cessione delle attività di distribuzione gas di E.ON Italia. Oggi le attività di E.ON si concentrano nella produzione di energia elettrica, nella vendita e nel trading di energia elettrica e gas. E.ON è inoltre impegnata nella realizzazione di importanti infrastrutture per l'approvvigionamento di gas naturale quali l'impianto di rigassiﬁcazione OLT Offshore LNG e il gasdotto TAP. E.ON Italia risulta avere nel 2017 un giro d'affari superiore ai 791 milioni di Euro. Ad ottobre 2018 E.ON ha siglato un accordo commerciale di durata triennale con ERG inerente all'acquisto di energia elettrica da destinare alla propria clientela.

### Impianti termoelettrici
Il parco termoelettrico di E.ON in Italia comprende sei centrali elettriche ubicate in Piemonte, Lombardia, Calabria, Sicilia e Sardegna, dalla capacità complessiva di oltre 5 GW.
La centrale a gas-ciclo combinato di Tavazzano, in provincia di Lodi (Lombardia), dalla potenza netta installata di 1 440 MW, la centrale a gas-ciclo combinato di Ostiglia, in provincia di Mantova (Lombardia), dalla potenza installata di 1.137 MW, la centrale termoelettrica di Fiume Santo, in provincia di Sassari (Sardegna), con una capacità di circa 600 MW, la centrale turbogas a ciclo aperto di Trapani, in Sicilia, dalla potenza installata pari a 213 MW.
La centrale di Livorno Ferraris, in provincia di Vercelli (Piemonte), in funzione dal 2008, è stata la prima centrale elettrica realizzata da E.ON in Italia. L'impianto (75% E.ON, 25% BKW) a ciclo combinato gas-vapore dalla potenza installata pari a 805 MW, rappresenta una delle centrali a gas più efficienti in Europa, con un livello di rendimento pari a quasi il 58%.
Inaugurata nella primavera del 2010, la centrale di Scandale, situata in provincia di Crotone (Calabria), è costituita da due cicli combinati gas-vapore,  potenzialmente cogenerativi, per una potenza complessiva di 814 MW. La centrale (50% E.ON, 50% A2A) ha un rendimento netto del 56% e adotta diverse soluzioni tecniche per ottimizzare l'impiego di risorse naturali e ridurre l'impatto ambientale, come il sistema ‘zero liquid discharge’, che consente il riutilizzo di tutte le acque reflue, comprese in parte anche le acque piovane, limitando al minimo l'apporto di acque dall'esterno.
Nel 2015 E.ON ha venduto ad EPH  le centrali di Fiume Santo, Livorno Ferraris, Tavazzano , Ostiglia , Ferrara, Trapani e Scandale .

### Idroelettrico
Il nucleo idroelettrico di Terni è formato da 16 centrali e ha una potenza efficiente pari a 531 MW. Mediamente il nucleo produce circa 1,3 di TWh all'anno sufﬁcienti a soddisfare il fabbisogno energetico di circa 500 000 famiglie italiane. È in via di completamento il progetto per il rinnovamento degli impianti, che riguarda 26 gruppi di produzione idroelettrica per 11 centrali del nucleo. Il progetto, nel quale E.ON ha investito complessivamente circa 200 milioni di euro, ha comportato un miglioramento dell'efﬁcienza compreso tra il 2% e il 4%.
Nel 2015 E.ON ha venduto ad ERG la centrale idroelettrica di Terni.

### Eolico e solare
L'eolico e il solare sono le tecnologie su cui si concentra il portafoglio delle rinnovabili del Gruppo nel nostro Paese. E.ON in Italia vanta una capacità complessiva da fonte rinnovabile pari a circa 374 MW, di cui 328 MW nell'eolico, grazie a 10 impianti operativi in Sardegna, Sicilia, Campania, Basilicata, Toscana e Calabria, e 50,4 MW nel fotovoltaico attraverso impianti in Lombardia, Piemonte, Lazio e Sardegna.

### Approvvigionamento gas
Offshore LNG Toscana, la società che ha sviluppato e gestisce il Terminale galleggiante di rigassificazione “FSRU Toscana”. Il terminale offshore OLT, entrato in esercizio nel dicembre 2013, è il primo impianto di rigassificazione galleggiante al mondo permanentemente ancorato al fondale marino. Situato a 22 km dalla costa toscana tra Livorno e Pisa, l'impianto ha una capacità di rigassificazione di 3,75 miliardi di m³ l'anno (circa il 4% del fabbisogno nazionale annuale).

### Vendita di energia elettrica e gas
E.ON Energia è la società di vendita del Gruppo in Italia, presente nel mercato regolato e nel mercato libero, con un'offerta di prodotti e servizi per la fornitura di energia elettrica e gas naturale a circa 800 000 clienti, residenziali e business, attraverso soluzioni innovative e competitive e un'ampia gamma di servizi di consulenza per la gestione e l'ottimizzazione dei consumi energetici.

## E.ON in Romania
Nel febbraio 2011 in Romania E.ON aveva 1,5 milioni di clienti di metano e 1,4 milioni di clienti di energia elettrica.
L'energia elettrica fornita da E.ON nel 2010 raggiunse i 3,44 TWh, e di metano di 25,8 TWh.

### Dipendenti
- 2011: 6 650[30]
- 2009: 7 300[32]
- 2005: oltre 12 000[32]

### Fatturato
- 2010: 4 miliardi di lei[31]